# Aloe zakamisyi
Aloe zakamisyi is een soort uit de Affodilfamilie, endemisch in Madagaskar. De soortaanduiding zakamisyi  is een vernoeming naar de man, die de groeiplaats van deze soort aan de wetenschappers getoond heeft voor de eerste beschrijving. De eerste wetenschappelijke beschrijving werd door Thomas A. McCoy en John Jacob Lavranos in 2007 gepubliceerd.

## Beschrijving
Aloe zakamisyi heeft een stam, vertakt zich en kan grote groepen vormen. De stam bereikt een lengte van maximaal 45 centimeter en is 1,5 centimeter dik. De 8 tot 12 uitgespreide tot uitgestrekte, smalle vierhoekige bladeren zijn gekromd en hebben gebogen spitsen. De donkergroene, licht blauwachtige bladeren zijn 40 centimeter lang en 1,5 centimeter breed. De witte tanden aan de rand van het blad zijn 3 millimeter lang en staan 10 millimeter van elkaar verwijderd. Het lichtgele plantensap uit de bladeren heeft een heldere kleur in gedroogde vorm.

De enkelvoudige bloeiwijze bereikt een lengte van maximaal 28 centimeter. De vrije losse, conisch-cilindrische trossen zijn ongeveer 12 centimeter lang. De witte, bruin generfde schutbladeren hebben een lengte van 8 tot 10 millimeter. De cilindrische, licht gebogen,  helderrode bloemen staan op 6 millimeter lange rode bloemstengels. De bloemen zijn 24 millimeter lang. Ter hoogte van het vruchtbeginsel hebben de bloemen een diameter van 4 millimeter. Daarboven zijn ze bij het uiteinde versmald. Hun buitenste bloemdekblaadjes zijn op een lengte van 3 millimeter niet met elkaar vergroeid. De meeldraden en de stijl steken 1 tot 3 millimeter uit de bloem naar buiten.

## Verspreiding
De soort komt voor in de provincie Antsiranana in Madagaskar, waar hij groeit op poreus kalksteen (Tsingy de Ankarana) op hoogten van 150 meter. De soort is alleen bekend van de vindplaats.
... · 
A. aageodonta · 
A. cryptopoda (Blauwbladaloë) · 
A. dichotoma (Kokerboom) · 
A. plicatilis (Waaieraloë) · 
A. rauhii · 
A. vaombe · 
A. vera (Aloë vera) · 
A. zakamisyi · 
...